# Milagre econômico filipino

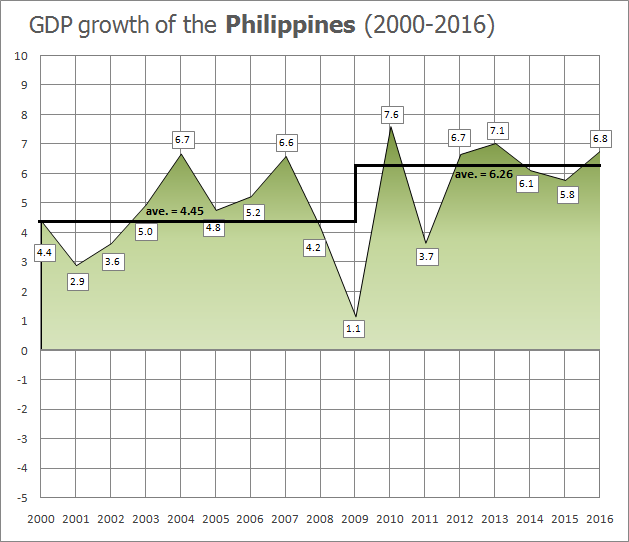
Crescimento do PIB filipino de 2000 a 2016, mostrando o boom econômico filipino iniciado em 2010.

O milagre econômico filipino refere-se ao crescimento econômico rápido em curso nas Filipinas, que começou em 2010 logo após uma Grande Recessão no país. Caracteriza-se por um ressurgimento no setor manufatureiro do país, surgimento de uma classe média emergente apoiada por entradas de remessas e terceirização de processos de negócios e um mercado imobiliário em expansão. Durante o início de 2010, as Filipinas registraram as segundas taxas de crescimento mais rápidas entre os principais países em desenvolvimento da Ásia. De acordo com o Relatório de Riqueza Mundial de 2012, as Filipinas foram a sexta economia em crescimento mais rápido do mundo no ano de 2010 com um crescimento do PIB de 7,3%, impulsionado pela crescente terceirização e fabricação de processos de negócios.